# Софьинский сельский округ
Софьинский сельский округ — упразднённая административно-территориальная единица, существовавшая на территории Раменского района Московской области в 1994—2006 годах.
Софьинский сельсовет был образован в первые годы советской власти. По данным 1919 года он входил в состав Софьинской волости Бронницкого уезда Московской губернии.
В 1926 году Софьинский с/с включал село Софьино и Софьинский шлюз.
В 1929 году Софьинский с/с был отнесён к Раменскому району Московского округа Московской области.
14 июня 1954 года к Софьинскому с/с были присоединены Кривцовский и Малаховский с/с.
30 июня 1958 года к Софьинскому с/с были присоединены селения Васильево, Запрудное, Ивановка, Петровское, Подберёзное, Синьково и Становое упразднённого Синьковского с/с. Одновременно из Софьинского с/с были выведены селения Белозериха, Захариха, Малахово и Рыбаки, образовавшие новый Рыбаковский с/с.
3 июня 1959 года Раменский район был упразднён и Софьинский с/с вошёл в Люберецкий район.
28 июля 1960 года Софьинский с/с был передан в восстановленный Раменский район.
20 августа 1960 года из Денежниковского с/с в Софьинский были переданы селения Верхнее Велино, Дьяково, Кочина Гора, Нижнее Велино, Пушкино и Тяжино. Одновременно из Софьинского с/с в Чулковский были переданы селения Запрудное, Ивановка и Синьково.
1 февраля 1963 года Раменский район был вновь упразднён и Софьинский с/с вошёл в Люберецкий сельский район. 11 января 1965 года Софьинский с/с был возвращён в восстановленный Раменский район.
11 сентября 1967 года из Софьинского с/с были выделены селения Бритово, Васильево, Верхнее Велино, Дьяково, Кочина Гора, Кривцы, Нижнее Велино, Петровское, Пушкино, Тимонино, Тяжино и Холуденево, образовавшие новый Тимонинский с/с. Одновременно из Чулковского с/с в Софьинский были переданы селения Вертячево, Дурниха, Запрудное, Ивановка, Паткино, Синьково и Шилово.
3 февраля 1994 года Софьинский с/с был преобразован в Софьинский сельский округ.
23 апреля 2003 года из Чулковского с/о в Софьинский был передан посёлок Раменской агрохимстанции (РАОС).
В ходе муниципальной реформы 2004—2005 годов Софьинский сельский округ прекратил своё существование как муниципальная единица. При этом все его населённые пункты были переданы в сельское поселение Софьинское.
29 ноября 2006 года Софьинский сельский округ исключён из учётных данных административно-территориальных и территориальных единиц Московской области.